# Koninklijke Voetbalclub Oostende
Il Koninklijke Voetbalclub Oostende, meglio noto come KV Oostende (pronuncia olandese: [ka ː ve ː ˌ o ː s.tɛn.də]) o in italiano Ostenda, è stata una società calcistica belga con sede nella città di Ostenda, nelle Fiandre occidentali. La società è stata fondata nel 1981 dalla fusione dell'A.S. Oostende con il V.G. Oostende, che aveva matricola nº 31.

## Storia
Nel 1911 un altro club è stato creato, l'A.S. Oostende, che sarebbe presto diventato il miglior club della città, giocando regolarmente in seconda divisione nel 1930. A metà degli anni 1970, l'AS ha raggiunto la prima divisione, mentre il VG stava giocando nella seconda divisione. I due club si unirono successivamente nel 1981 per diventare K.V. Ostenda. Dodici anni dopo, il nuovo club ha raggiunto la prima divisione. Si è poi giocato nella seconda divisione dal 1995, tranne nel 1998-99 e 2004-05, quando ha giocato nuovamente la prima divisione.
L'VG Oostende è stata rifondata al livello più basso del calcio belga, un anno dopo la fusione. Il club usò in origine il nome Oostendse VG fino a quando il nome VG Oostende venne utilizzato di nuovo, dieci anni dopo la loro fusione. L'VG Oostende utilizzato originariamente lo stadio Armenonville di nuovo, che è stato terreno di quella originale VG Oostende. Dal momento che il terreno è stato dichiarato impraticabile, l'VG Oostende, insieme all'KV Oostende, gioca attualmente nell'Albertparkstadion.
Nell'agosto 2007 l'Oostende stabilì una collaborazione di lavoro con gli scozzesi del Celtic. Secondo l'accordo, ogni stagione gli scozzesi inviavano fino a un massimo di tre riserve e giocatori della squadra giovanile in prestito a Ostenda. Questi accordi non sono gli unici avvenuti nel calcio belga, precedentemente avvenne in passato anche con l'Anversa che divenne partnership con il Manchester Utd dal 1998.
Il 23 agosto 2013, poco dopo l'inizio di una nuova stagione nella Jupiler Pro League, si annunciò che il presidente e azionista di maggioranza Yves Lejaeghere venne sostituito da un nuovo imprenditore di nome Marc Coucke, e Lejaeghere rimase in carica come presidente-manager. Grazie al quinto posto della Pro League 2016-2017, il club di Ostenda prende parte alle qualificazioni di UEFA Europa League 2017-2018, ma viene eliminato subito al terzo turno dal Marsiglia.
A dicembre 2017, Marc Coucke annuncia l'abbandono dopo aver acquistato l'Anderlecht; l'8 febbraio dell'anno dopo, verrà sostituito da Peter Callant.
Nel maggio 2020, il club viene acquistato da un gruppo d'investimenti che include Pacific Media Group, Chien Lee, Partners Path Capital e Krishen Sud.
Il 15 aprile 2023, dopo dieci stagioni di permanenza in massima serie, il KV Oostende retrocede ufficialmente in Challenger Pro League dopo la sconfitta per 4–0 dall'OH Lovanio. Il 21 dicembre, durante la stagione, a causa dei mancati pagamenti del debito di 8 milioni di euro, il club subisce una penalizzazione di tre punti, più altri sei il giorno dopo, e si ritrova dunque in fondo alla classifica con solo 7 punti.
Il 14 maggio 2024, l'Ostenda dichiara la bancarotta.

## Palmarès

### Competizioni nazionali
- Tweede klasse: 2

1997-1998, 2012-2013
- Derde klasse: 3

1930-1931, 1934-1935 (girone A), 1991-1992

### Altri piazzamenti
- Coppa del Belgio:

Finalista: 2016-2017
Semifinalista: 1926-1927, 2013-2014, 2018-2019, 2023-2024
- Tweede klasse:

Secondo posto: 1992-1993, 2003-2004

## Organico

### Rosa 2023-2024
Aggiornata al 5 febbraio 2024.
| N. |                             | Ruolo | Calciatore         |
| -- | --------------------------- | ----- | ------------------ |
| 1  | Inghilterra (bandiera)      | P     | Dillon Phillips    |
| 2  | Inghilterra (bandiera)      | D     | Osaze Urhoghide    |
| 3  | Inghilterra (bandiera)      | D     | Zech Medley        |
| 5  | Cipro (bandiera)            | D     | Fanos Katelarīs    |
| 6  | Francia (bandiera)          | C     | Maxime D'Arpino    |
| 7  | Francia (bandiera)          | D     | Théo Ndicka Matam  |
| 8  | Irlanda del Nord (bandiera) | C     | Cameron McGeehan   |
| 9  | Scozia (bandiera)           | A     | Fraser Hornby      |
| 10 | Capo Verde (bandiera)       | C     | Kenny Rocha Santos |
| 11 | Belgio (bandiera)           | C     | Indy Boonen        |
| 14 | Scozia (bandiera)           | A     | Dapo Mebude        |
| 16 | Belgio (bandiera)           | C     | Sieben Dewaele     |
| 17 | Croazia (bandiera)          | A     | Ivan Durdov        |
| 19 | Belgio (bandiera)           | D     | Manuel Osifo       |
| 20 | Belgio (bandiera)           | A     | Andy Musayev       |

| N. |                      | Ruolo | Calciatore              |
| -- | -------------------- | ----- | ----------------------- |
| 22 | Belgio (bandiera)    | P     | Jordy Schelfhout        |
| 23 | Germania (bandiera)  | C     | Alfons Amade            |
| 26 | Australia (bandiera) | A     | Kelvin Arase            |
| 27 | Belgio (bandiera)    | D     | Brecht Capon            |
| 28 | Belgio (bandiera)    | P     | Guillaume Hubert        |
| 29 | Belgio (bandiera)    | D     | Robbie D'Haese          |
| 33 | Belgio (bandiera)    | D     | Anton Tanghe (capitano) |
| 34 | Germania (bandiera)  | C     | Nick Bätzner            |
| 36 | Belgio (bandiera)    | D     | Siebe Wylin             |
| 68 | Guadalupa (bandiera) | A     | Thierry Ambrose         |
| 77 | Ghana (bandiera)     | A     | David Atanga            |
| 80 | Belgio (bandiera)    | C     | Pierre Dwomoh           |
| 90 | Belgio (bandiera)    | A     | Mohamed Berte           |
| 92 | Belgio (bandiera)    | A     | Preben Stiers           |

### Rosa 2022-2023
Aggiornata al 12 febbraio 2023.
| N. |                             | Ruolo | Calciatore         |
| -- | --------------------------- | ----- | ------------------ |
| 1  | Inghilterra (bandiera)      | P     | Dillon Phillips    |
| 2  | Inghilterra (bandiera)      | D     | Osaze Urhoghide    |
| 3  | Inghilterra (bandiera)      | D     | Zech Medley        |
| 5  | Cipro (bandiera)            | D     | Fanos Katelarīs    |
| 6  | Francia (bandiera)          | C     | Maxime D'Arpino    |
| 7  | Francia (bandiera)          | D     | Théo Ndicka Matam  |
| 8  | Irlanda del Nord (bandiera) | C     | Cameron McGeehan   |
| 9  | Scozia (bandiera)           | A     | Fraser Hornby      |
| 10 | Capo Verde (bandiera)       | C     | Kenny Rocha Santos |
| 11 | Belgio (bandiera)           | C     | Indy Boonen        |
| 14 | Scozia (bandiera)           | A     | Dapo Mebude        |
| 16 | Belgio (bandiera)           | C     | Sieben Dewaele     |
| 17 | Croazia (bandiera)          | A     | Ivan Durdov        |
| 18 | Giappone (bandiera)         | C     | Tatsuhiro Sakamoto |
| 19 | Belgio (bandiera)           | D     | Manuel Osifo       |
| 20 | Belgio (bandiera)           | A     | Andy Musayev       |

| N. |                      | Ruolo | Calciatore              |
| -- | -------------------- | ----- | ----------------------- |
| 22 | Belgio (bandiera)    | P     | Jordy Schelfhout        |
| 23 | Germania (bandiera)  | C     | Alfons Amade            |
| 26 | Australia (bandiera) | A     | Kelvin Arase            |
| 27 | Belgio (bandiera)    | D     | Brecht Capon            |
| 28 | Belgio (bandiera)    | P     | Guillaume Hubert        |
| 29 | Belgio (bandiera)    | D     | Robbie D'Haese          |
| 33 | Belgio (bandiera)    | D     | Anton Tanghe (capitano) |
| 34 | Germania (bandiera)  | C     | Nick Bätzner            |
| 36 | Belgio (bandiera)    | D     | Siebe Wylin             |
| 68 | Guadalupa (bandiera) | A     | Thierry Ambrose         |
| 77 | Ghana (bandiera)     | A     | David Atanga            |
| 80 | Belgio (bandiera)    | C     | Pierre Dwomoh           |
| 88 | Croazia (bandiera)   | D     | Matej Rodin             |
| 90 | Belgio (bandiera)    | A     | Mohamed Berte           |
| 92 | Belgio (bandiera)    | A     | Preben Stiers           |
|    | Croazia (bandiera)   | D     | Mateo Barać             |

### Rosa 2021-2022
Aggiornata al 19 febbraio 2022.
| N. |                             | Ruolo | Calciatore         |
| -- | --------------------------- | ----- | ------------------ |
| 1  | Paesi Bassi (bandiera)      | P     | Kjell Scherpen     |
| 3  | Inghilterra (bandiera)      | D     | Zech Medley        |
| 4  | Stati Uniti (bandiera)      | D     | Kyle Duncan        |
| 5  | Inghilterra (bandiera)      | D     | Osaze Urhoghide    |
| 6  | Francia (bandiera)          | C     | Maxime D'Arpino    |
| 7  | Francia (bandiera)          | D     | Théo Ndicka Matam  |
| 8  | Irlanda del Nord (bandiera) | C     | Cameron McGeehan   |
| 9  | Senegal (bandiera)          | A     | Makhtar Gueye      |
| 10 | Capo Verde (bandiera)       | C     | Kenny Rocha Santos |
| 11 | Belgio (bandiera)           | C     | Indy Boonen        |
| 16 | Cipro (bandiera)            | D     | Fanos Katelarīs    |
| 17 | Danimarca (bandiera)        | C     | Andrew Hjulsager   |
| 18 | Giappone (bandiera)         | C     | Tatsuhiro Sakamoto |
| 19 | Belgio (bandiera)           | D     | Manuel Osifo       |

| N. |                     | Ruolo | Calciatore           |
| -- | ------------------- | ----- | -------------------- |
| 22 | Belgio (bandiera)   | P     | Jordy Schelfhout     |
| 23 | Germania (bandiera) | C     | Alfons Amade         |
| 24 | Belgio (bandiera)   | C     | Evangelos Patoulidis |
| 26 | Francia (bandiera)  | C     | Vincent Koziello     |
| 27 | Belgio (bandiera)   | D     | Brecht Capon         |
| 28 | Belgio (bandiera)   | P     | Guillaume Hubert     |
| 29 | Belgio (bandiera)   | C     | Robbie D'Haese       |
| 33 | Belgio (bandiera)   | D     | Anton Tanghe         |
| 34 | Germania (bandiera) | C     | Nick Bätzner         |
| 36 | Belgio (bandiera)   | D     | Siebe Wylin          |
| 68 | Francia (bandiera)  | A     | Thierry Ambrose      |
| 77 | Ghana (bandiera)    | C     | David Atanga         |
| 99 | Belgio (bandiera)   | C     | Alessandro Albanese  |

### Rosa 2020-2021
Aggiornata al 15 dicembre 2020.
| N. |                             | Ruolo | Calciatore        |
| -- | --------------------------- | ----- | ----------------- |
| 2  | Inghilterra (bandiera)      | D     | Toby Sibbick      |
| 4  | Scozia (bandiera)           | D     | Jack Hendry       |
| 5  | Belgio (bandiera)           | C     | Arthur Theate     |
| 6  | Francia (bandiera)          | C     | Maxime D'Arpino   |
| 7  | Senegal (bandiera)          | A     | Makhtar Gueye     |
| 8  | Belgio (bandiera)           | C     | François Marquet  |
| 9  | Albania (bandiera)          | A     | Sindrit Guri      |
| 10 | Zambia (bandiera)           | A     | Fashion Sakala    |
| 11 | Belgio (bandiera)           | C     | Indy Boonen       |
| 15 | Germania (bandiera)         | D     | Frederik Jäkel    |
| 17 | Danimarca (bandiera)        | C     | Andrew Hjulsager  |
| 18 | Irlanda del Nord (bandiera) | C     | Cameron McGeehan  |
| 20 | Francia (bandiera)          | D     | Théo Ndicka Matam |

| N. |                     | Ruolo | Calciatore            |
| -- | ------------------- | ----- | --------------------- |
| 21 | Austria (bandiera)  | A     | Marko Kvasina         |
| 23 | Islanda (bandiera)  | D     | Ari Freyr Skúlason    |
| 24 | Belgio (bandiera)   | C     | Evangelos Patoulidis  |
| 25 | Belgio (bandiera)   | C     | Jelle Bataille        |
| 26 | Francia (bandiera)  | C     | Kévin Vandendriessche |
| 27 | Belgio (bandiera)   | D     | Brecht Capon          |
| 28 | Belgio (bandiera)   | P     | Guillaume Hubert      |
| 29 | Belgio (bandiera)   | C     | Robbie D'Haese        |
| 33 | Belgio (bandiera)   | D     | Anton Tanghe          |
| 34 | Germania (bandiera) | C     | Nick Bätzner          |
| 73 | Belgio (bandiera)   | A     | Jorben Vanhulle       |
| 94 | Belgio (bandiera)   | P     | Jordy Schelfhout      |
| 99 | Belgio (bandiera)   | P     | Bram Castro           |

### Rosa 2019-2020
Aggiornata al 21 febbraio 2020.
| N. |                      | Ruolo | Calciatore       |
| -- | -------------------- | ----- | ---------------- |
| 1  | Camerun (bandiera)   | P     | Fabrice Ondoa    |
| 4  | Belgio (bandiera)    | D     | Wout Faes        |
| 5  | Croazia (bandiera)   | D     | Goran Milović    |
| 7  | Zambia (bandiera)    | A     | Fashion Sakala   |
| 8  | Belgio (bandiera)    | C     | François Marquet |
| 9  | Albania (bandiera)   | A     | Sindrit Guri     |
| 10 | Brasile (bandiera)   | C     | Renato Neto      |
| 11 | Belgio (bandiera)    | C     | Indy Boonen      |
| 13 | Belgio (bandiera)    | C     | Louis Verstraete |
| 14 | Croazia (bandiera)   | C     | Ante Palaversa   |
| 15 | Nigeria (bandiera)   | A     | Joseph Akpala    |
| 16 | Venezuela (bandiera) | C     | Ronald Vargas    |
| 17 | Danimarca (bandiera) | C     | Andrew Hjulsager |
| 18 | Mali (bandiera)      | A     | Adama Niane      |

| N. |                    | Ruolo | Calciatore            |
| -- | ------------------ | ----- | --------------------- |
| 19 | Senegal (bandiera) | D     | Vieux Sané            |
| 20 | Belgio (bandiera)  | C     | Michiel Jonckheere    |
| 22 | Belgio (bandiera)  | D     | Logan Ndenbe          |
| 23 | Islanda (bandiera) | D     | Ari Freyr Skúlason    |
| 24 | Guinea (bandiera)  | A     | Idrissa Sylla         |
| 25 | Belgio (bandiera)  | C     | Jelle Bataille        |
| 26 | Francia (bandiera) | C     | Kévin Vandendriessche |
| 27 | Belgio (bandiera)  | D     | Brecht Capon          |
| 28 | Francia (bandiera) | P     | William Dutoit        |
| 29 | Belgio (bandiera)  | C     | Robbie D'Haese        |
| 33 | Belgio (bandiera)  | D     | Anton Tanghe          |
| 77 | Senegal (bandiera) | A     | Amadou Sagna          |
| 94 | Belgio (bandiera)  | P     | Jordy Schelfhout      |
|    | Turchia (bandiera) | C     | Hasan Özkan           |

### Rosa 2017-2018
| N. |                        | Ruolo | Calciatore         |
| -- | ---------------------- | ----- | ------------------ |
| 3  | Belgio (bandiera)      | D     | Rocky Bushiri      |
| 4  | Belgio (bandiera)      | D     | Mathias Bossaerts  |
| 6  | Belgio (bandiera)      | D     | Nicolas Lombaerts  |
| 9  | Paesi Bassi (bandiera) | A     | Richairo Živković  |
| 10 | Francia (bandiera)     | C     | Franck Berrier     |
| 11 | Zimbabwe (bandiera)    | A     | Knowledge Musona   |
| 12 | Zambia (bandiera)      | C     | Emmanuel Banda     |
| 14 | Belgio (bandiera)      | C     | Aristote Nkaka     |
| 15 | Sudafrica (bandiera)   | C     | Andile Jali        |
| 16 | Serbia (bandiera)      | D     | Aleksandar Bjelica |
| 17 | Nigeria (bandiera)     | A     | Joseph Akpala      |
| 18 | Rep. Ceca (bandiera)   | D     | David Rozehnal     |
| 19 | Belgio (bandiera)      | A     | Ibrahima Sory Bah  |
| 20 | Belgio (bandiera)      | C     | Michiel Jonckheere |
| 21 | Belgio (bandiera)      | C     | Mike Vanhamel      |
| 22 | Belgio (bandiera)      | D     | Logan Ndenbe       |

| N. |                       | Ruolo | Calciatore            |
| -- | --------------------- | ----- | --------------------- |
| 24 | Iran (bandiera)       | D     | Ramin Rezaian         |
| 25 | Belgio (bandiera)     | C     | Jelle Bataille        |
| 26 | Francia (bandiera)    | C     | Kévin Vandendriessche |
| 27 | Belgio (bandiera)     | D     | Brecht Capon          |
| 28 | Francia (bandiera)    | P     | William Dutoit        |
| 29 | Belgio (bandiera)     | C     | Robbie D'Haese        |
| 30 | Belgio (bandiera)     | P     | Thomas De Bie         |
| 31 | Belgio (bandiera)     | C     | Siebe Van der Heyden  |
| 32 | Slovenia (bandiera)   | A     | Nicolas Rajsel        |
| 33 | Montenegro (bandiera) | D     | Žarko Tomašević       |
| 36 | Turchia (bandiera)    | C     | Hasan Özkan           |
| 44 | Croazia (bandiera)    | D     | Antonio Milić         |
| 55 | Brasile (bandiera)    | C     | Fernando Canesin      |
| 66 | Guinea (bandiera)     | C     | Ibrahima Conté        |
| 93 | Belgio (bandiera)     | A     | Zinho Gano            |